# スフドル・ナド・オドロウ - ブヂショフ・ナド・ブヂショフコウ線
スフドル・ナド・オドロウ - ブヂショフ・ナド・ブヂショフコウ線（チェコ語;Železniční trať Suchdol nad Odrou – Budišov nad Budišovkou）は、チェコ国鉄の鉄道線の名称である。路線番号は276。
1891年、皇帝フェルディナント北部鉄道によって開業した。

## 運行形態

### 定期列車
2時間に1本の運行。平日は多くがスフドル～ヴィートコフの区間運転で、ヴィートコフ以西は一日4往復しか運行されない。スフドルで、271号線のオストラヴァ方面特急と接続する。
2020年以前は、一部がクロコチョフを通過していた。2022年以前は、ヴィートコフ以北が平日・休日とも2-4時間に1本の運行であった。

### 臨時列車
- 快速：　オストラヴァ中央 - スフドル - ブヂショフ
春に年1往復のみの運行。途中、オドリ、ヘルジマーンキとヴィートコフ以北の各駅に停車する。スフドル以東は271号線に直通する。
2020年に運行を開始した。

## 駅一覧
以下では、チェコ国鉄276号線の駅と営業キロ、停車列車、接続路線などを一覧表で示す。
- ■印：全列車停車
- ●印：大部分停車、一部通過

| 路線名 | 駅名                                 | 駅間営業キロ | 累計営業キロ | Os | 接続路線                                                                                                  | 所在地                 | 所在地               |
| ------ | ------------------------------------ | ------------ | ------------ | -- | --- | ---------------------- | -------------------- |
| 276    | スフドル・ナド・オドロウ駅           | 0.0          | 0.0          | ■  | 271号線（オストラヴァ方面、ブルノ/プラハ方面） 277号線（フルネク方面）、278号線（ノヴィー・イチーン方面） | モラヴィア・スレスコ州 | ノヴィー・イチーン郡 |
| 276    | マンコヴィツェ駅                     | 5.0          | 5.0          | ■  | | モラヴィア・スレスコ州 | ノヴィー・イチーン郡 |
| 276    | オドリ駅                             | 5.3          | 10.3         | ■  | | モラヴィア・スレスコ州 | ノヴィー・イチーン郡 |
| 276    | オドリ・ロウチキ駅                   | 2.5          | 12.8         | ■  | | モラヴィア・スレスコ州 | ノヴィー・イチーン郡 |
| 276    | ヤクブチョヴィツェ・ナド・オドロウ駅 | 2.2          | 15.0         | ■  | | モラヴィア・スレスコ州 | ノヴィー・イチーン郡 |
| 276    | ヘルジマーンキ駅                     | 2.9          | 17.9         | ■  | | モラヴィア・スレスコ州 | ノヴィー・イチーン郡 |
| 276    | クロコチョフ駅                       | 3.0          | 20.9         | ■  | | モラヴィア・スレスコ州 | ノヴィー・イチーン郡 |
| 276    | ヴィートコフ駅                       | 5.7          | 26.6         | ■  | | モラヴィア・スレスコ州 | オパヴァ郡           |
| 276    | チェルメナー・ヴェ・スレスク駅       | 3.4          | 30.0         | ■  | | モラヴィア・スレスコ州 | オパヴァ郡           |
| 276    | スヴァトニョヴィツェ駅               | 3.9          | 33.9         | ■  | | モラヴィア・スレスコ州 | オパヴァ郡           |
| 276    | ブヂショフ・ナド・ブヂショフコウ駅   | 5.1          | 39.0         | ■  | | モラヴィア・スレスコ州 | オパヴァ郡           |